# 早乙女みなき
早乙女 みなき（さおとめ みなき、1983年5月28日 - ）は、日本の元AV女優。
東京都出身。ツートッププロ（ロータスグループ）所属。

## 略歴
2002年、「朝倉なほ（あさくら なほ）」としてAVデビュー。
2004年に「早乙女みなき」に改名。改名してからは痴女・レズものを中心に、ソフト・オン・デマンドグループの作品に多く出演。他の女優との共演作やオムニバス作品の出演がほとんどであり、単体作品の出演が少ない。キカタン（企画単体）女優として扱われる場合が多い。2006年頃まではロリ系の女優として活躍した。小柄でキュートなルックスから女子校生役が多い。
2005年、SOD助演女優賞を受賞。また、『レズ面接2』（ヒビノ）で監督デビューを果たした。
三上翔子とは、朝倉なほ時代を含めて5作品で共演したが、三上との本格的なオールレズ共演は実現しなかった。
三上の引退後は、痴女ものに加えエロダンスものを中心に活躍するようになり、一時期レズもの作品の出演が少なくなってきていたが、2007年に入ってからはレズもの作品の出演が再び多くなっていた。
同じ系列事務所のAV女優中山りおとは親友で共演作も多い。
2007年、花山あおい、小柳さつき、矢沢未来とAVダンスユニット「STAR LIPS」を結成し、我那覇レイのバックダンサーをつとめていたが、我那覇のスターパラダイスの専属終了に伴い解散。同年7月22日、公式ブログ『早乙女みなきのSweet☆KissDiary』が閉鎖され、同年10月頃にAVを引退。

## 出演作品

### アダルトビデオ （朝倉なほ 名義）
2002年
- ロリロリ放課後CLUB 17（10月22日、ラビット）

2003年
- 制服エロトマニア 4 朝倉なほ（1月17日、シネマジック）
- 近親相姦8ストーリー －第三章－（3月16日、隼エージェンシー）
- こだわりの手コキ 20人の手コキ（4月15日、隼エージェンシー）
- 露出バカ一代 2　〜騙された!露出鬼畜に陥れられた女の巻〜（5月2日、バッキービジュアル）オムニバス作品
- 巨乳でまたがってしてあげる（5月29日、TMA）
- あのね… 弐（6月16日、ガッツ）
- The Open 大開脚GOLD11（7月20日、クリスタル映像）
- 女医と看護婦の痴女集団に異常な治療をされてみませんか?（9月10日、ドグマ）
- 手コキ少女 生搾り!!120分スペシャル!!（10月18日、ガッツ）オムニバス作品
- 緊縛くすぐり責め 6（10月27日、ディーケープロダクション）
- 大丈夫って言われてきちゃったケドこんな格好で放置されて、一体これからどんな事されるんだろう?私、ホントにダイジョウブ（11月14日、LEO）
- 緊縛フルコース 15（11月23日、ディーケープロダクション）
- FACE 2003（12月15日、MOODYZ）

2004年
- [男性の味方]逆ナンパハーレム隊がイク!!2 MM号池袋へ出勤!!H（ルビ:ハイ）テンションOL軍団!!素人男性ヘロヘロ昇天天国!!（1月8日、SODクリエイト）
- 女子校生SM地獄 朝倉なほ（1月16日、ガッツ）
- 淫獣伝奇 3 女豹の掟（1月16日、トライハートコーポレーション）
- 仲間はずれ ［性欲なきイジメ］（1月21日、ワープエンタテインメント）
- 絵夢病棟カルテ 歓びの変態看護（1月21日、h.m.p）
- ザ・連縛 5（1月26日、ディーケー・プロダクション）
- 女遊戯 強請の報復（2月25日、アートモデルズ）
- 緊縛強制FUCK 16（3月25日、ディーケー・プロダクション）
- 緊縛コスプレ 14（3月25日、ディーケープロダクション）
- あぶない●女子校生（3月31日、アリーナエンターテイメント）オムニバス作品
- どすこい（4月1日、MOODYZ）
- レズビアン･ハードコア〜百合の同級生たち〜（4月15日、プールクラブ）
- 痛苦の美乳 2（4月23日、大洋図書）
- レズレッスン 2（4月28日、レイディックス）
- DEEP・INSIDE・HOLE3（4月30日、桃太郎映像出版）
- メイキング オブ どすこい（5月1日、MOODYZ）
- 裏窓の秘蜜（5月14日、桃太郎映像出版）
- 巨乳スポーツ合宿（6月1日、MOODYZ）
- 女子校生レズリンチ3（6月4日、ヒビノ）
- 酔娘伝17（5月14日、桃太郎映像出版）
- 出張ランパブ嬢（6月15日、アレックス）
- 憧れのお姉さん 生唾ゴックン!超エッチ映像（6月18日、アカデミック）オムニバス作品
- THEレイプ 4時間傑作選!!×11人（6月25日、エービーエー）オムニバス作品
- セクハラ株式会社（7月16日、LEO）他
- レズッチャ4（7月22日、ハンドメイドビジョン）
- 喉の奥までチンポをブチ込め!（8月1日、ワンズファクトリー）
- 緊縛くすぐり責め 7（8月27日、ディーケープロダクション）
- 淫校ロワイヤルレズ学園5（8月27日、ビッグモーカル）
- 看護婦さん（9月1日、ワンズファクトリー）他
- 裏・人間●廃業 黒田将稔（9月17日、ジャパンホームビデオ）
- 集団痴女乱舞（10月31日、アリーナエンターテイメント）
- ザ女子校生狩り 2（11月1日、クリスタル映像）オムニバス作品

2005年以降
- 森川流 未公開レズ接吻コレクション（2005年1月20日、ハンドメイドビジョン）
- 緊縛くすぐり責め 9（2006年1月24日、ディーケープロダクション）
- ザ・連縛 6（2006年3月 ディーケープロダクション）

他

### アダルトビデオ （早乙女みなき 名義）

#### 2004年
- ペニバン逆アナル Vol.2（8月19日、ナチュラルハイ）
- 中出しされた女子高生（9月3日、タカラ映像）オムニバス作品
- コスプレ デリヘル ドキュメント 3（9月10日、シャトルジャパン）
- 発情SEXY痴女グループ 女だらけの世界 VOL.4（10月1日、MOODYZ）
- レズdance（10月16日、ジャネス）
- 第1回 SOD社内スペシャル野球拳（11月4日、SODクリエイト）※佐藤南として出演
- お姉系… みなきはお色気魔女!?（11月12日、桃太郎映像出版）
- ドキドキ（ハート）モテモテハイスクール（11月18日、SODクリエイト）
- LUSH MIHO FINAL i:SIDE（12月14日、オーロラプロジェクト）
- LUSH TRUE MINAKI S：SIDE（12月14日、オーロラ・プロジェクト）
- レズ接吻2（12月16日、ディープス）
- 私だけの女教師レズペット 第5章（12月16日、SODクリエイト）

#### 2005年
- HIGH SCHOOL FUCK（1月8日、アイデアポケット）
- 下宿屋の巨乳姉妹（1月15日、隼エージェンシー）
- 女戦闘員2 Sweetsコマンダー（1月28日、GIGA）
- DANCE CORE【爆乳娘】（2月1日、スタイルアート）
- 家庭教師の恥悦妄想2（2月5日、NAC）
- 手コキハイスクール（2月17日、SODクリエイト）
- 女子高生拉致監禁21（2月18日、ゴーゴーズ）
- レズハンター聖（3月4日、ディープス）
- 性人式 〜君の童貞奪ってあげる（ハート）〜（3月4日、ヒビノ）
- こんでんすみるきぃ♪♪35（3月8日、みるきぃぷりん♪）
- ヒロインキューテーバトルVol．09（3月11日、GIGA）
- 絡み愛レズキス（3月17日、ヒビノ）
- レズのお仕事 レズビアンアフェア-（3月17日、ハンドメイドビジョン）
- 集団い○め学級 3（3月17日、SODクリエイト）
- 無類の集団コスプレ痴女好き（3月17日、ナチュラルハイ）
- 第2回 SOD社内スペシャル野球拳（4月7日、SODクリエイト）※佐藤南として出演
- 必殺疾風!ソードガール（4月8日、GIGA）
- レズRAVE（4月8日、アタッカーズ）
- 近親相姦8ストーリー －第九章－（4月15日、隼エージェンシー）
- 女子高生レズ学園2（4月21日、ヒビノ）
- 寸止め中毒（4月21日、ヒビノ）
- 無類の潮吹き電マ好き3（4月21日、ナチュラルハイ）オムニバス作品
- ROOM337 ROOM MATE＃004 MINAKI（5月13日、ウエストメディア）
- みるスポ!063（5月13日、みるきぃぷりん♪）
- 女子校生強制中出し 5（5月18日、隼エージェンシー）オムニバス作品
- ゴールドマンの女教師淫語研修 2（5月18日、隼エージェンシー）
- 校医はS魔女（5月20日、ORGA）
- 制服[真]中出し（5月20日、D3）
- 妹にイジメられて･･･ ち○こ観察（5月24日、フリーダム）
- 妹にイジメられて･･･ 顔騎放尿（5月24日、フリーダム）
- 妹にイジメられて･･･ 脚責め（5月24日、フリーダム）
- AV女優が真っ裸・お笑いで人を笑わせられるか（仮）（5月25日、ホットエンターテイメント）
- 美女50人真剣勝負!!動くと負けよ!ダルマさんが転んだ!!（6月4日、SODクリエイト）オムニバス作品
- フェラマニア 25人のおしゃぶり姫（6月10日、隼エージェンシー）
- ラブレズ09（6月13日、みるきぃぷりん♪）
- 念願の○○になった!女子高教師編 〜3年5組20人!夏服、ブルマーで全員集合。〜（6月16日、V&Rプロダクツ）
- EROSTY DANCE 踊れ!（6月24日、ビッグモーカル）
- 救性痴女病棟 ワタシ達が全部してあげる!!（7月1日、アイデアポケット）
- ぴったりフィットLOVE 〜全身淫戯〜（7月1日、アウダースジャパン）
- AVアイドルを舞台に上げてヤジとイジメで犯しまくるⅡ（7月7日、甲斐正明事務所(ブリット））
- 妹は僕のもの!パート1 僕の妹は制服が似合いまくりの女子校生（7月7日、V&Rプロダクツ）
- こだわりの手コキ 25人のハンドメイド（7月13日、隼エージェンシー）
- キス・コレクション3 25人のべろんちょ娘（7月13日、隼エージェンシー）
- 童貞キラー女子痴校生3（7月15日、ジェイモデル）
- レズ淫落聖女 コスプ・レ・ズ 4（7月15日、U&K）
- ち○こ寸止め観察（7月22日、フリーダム）
- 顔面騎乗（7月22日、フリーダム）
- 脚責め（7月22日、フリーダム）
- スーパーGスポット 潮吹き女子校生10連発!!9（7月22日、クリスタル映像）オムニバス作品
- 夏生!ビキニギャルズ!（8月26日、おかず。）
- 聖百合女学院（8月15日、アレックス）
- 制服スク水えっち2（8月19日、笠倉出版社）
- 痴女・エクスプロージョン!（8月20日、スタイルアート）
- ヌルヌル妖艶遊び 1（8月26日、U&K）
- 発情パフォーマンス（9月13日、隼エージェンシー）
- Lori Lori paipan（9月15日、ドグマ）
- 乗馬マシンSEX（9月20日、ホットエンターテイメント）
- 僕は女性専用マンションオーナー パート2（9月22日、V&Rプロダクツ）
- Dolls〜純愛〜［大切な玩具］（10月10日、ドリームチケット）
- ふたなりレズビアン（10月15日、ドグマ）
- ハイパーマジックミラー号 2005年湘南逆ナンパ編（10月20日、ディープス）
- 筆下ろし最高峰 5（10月20日、ホットエンターテイメント）オムニバス作品
- 夏生!ビキニギャルズ! 4時間〜ザーメンスコールSPECIAL〜（10月21日、おかず。（ケイ・エム・プロデュース））『夏生!ビキニギャルズ!』のセルDVD化作品
- HOT!HOT!DISC1（10月22日、オフィスケイズ）
- 義嫁にいじめられて ホームヘルパーの肉体に溺れてもう死んでもエエ!（10月23日、宇宙企画）
- 黒Stocking 3　（10月25日、笠倉出版社）オムニバス作品
- CRAZY DANCE GIRLS vol.3（11月19日、ボディー）
- WORK THIS PUSSY SMASH UP DANCER'S　MINAKI SAOTOME（11月26日、オフィスケイズ）
- チンポを見たがる女たち20 特別編 みやすのんき学園スペシャル（12月1日、MOODYZ）
- レズ3姉妹 乃亜（12月9日、TMA）
- 裏夜這い村 風習の中の痴女（12月15日、ワープエンタテインメント）
- 理想の病院紹介します!パート1 看護婦さん女医さんがいっぱい（ハート）ハレンチ看護付き総合病院（12月15日、V&Rプロダクツ）
- KILLER B（12月20日、ジェイモデル）
- 中○生レズ3人　同級生のワレメ（12月21日、ロータス）
- SPECIAL DANCE MANIA 2 ERO-BODY DANCE ver（12月24日、オフィスケイズ）
- SPECIAL DANCE MANIA 2 BODYCON DANCE MANIA ver（12月24日、オフィスケイズ）
- 暴行団地（12月27日、マックス・エー）

#### 2006年
- 放送できないワイドショー番組vol．2 ウィークエンドオーティス!（1月4日、オーティス）
- 転校したら男は僕1人ぼっちだった…（1月4日、アキノリ）
- 蛇縛のレズリンチ 2（1月8日、アタッカーズ）
- Angel Kiss　ビアンたちの愛情物語（1月19日、グラフィティジャパン）
- ももいろの園（1月20日、アリスJAPAN）
- めがねっ娘…。3（1月22日、メディアステーション）
- 官能小説ドラマ自分の女が若い男に犯されるのを見る老人の性（1月20日、ホットエンターテイメント）
- 痴女サミット（2月4日、アキノリ）
- レズマジックミラー号･2女体満載!過重オーバー! 横浜･みなとみらい編（2月16日、ディープス）
- 4人のカワイイギャルや女子高生が40歳童貞の為に誠心誠意筆下ろしします40イヤーズオールドバージン（2月16日、甲斐正明事務所）
- 制服妄想狂 カワイイ妹に犯サレタイ… かすみ&みなき（2月20日、制服妄想）
- 近親調教　Mの棲む家 其の五（3月3日、ゴーゴーズ）
- レズサミット（3月4日、アキノリ）
- 女子校生レイプ3　犯されまくる9人の女子校生（3月10日、隼エージェンシー）
- MOODYZファン感謝祭 バコバコバスツアー2006（3月13日、MOODYZ）
- ヌギヌギダンス（3月15日、ジャネス）
- E-BODY DANCE VALLEY 2（3月19日、スタイルアート）
- Daizy vs 早乙女みなき 日米レズ対決（3月24日、I.B.WORKS）
- HG-DANCE（3月25日、ジャネス）
- ボクはキミにイタズラしたい 4/12（3月31日、ゴーゴーズ）
- まんじょこハメ盛り秘宝館（3月31日、マックス・エー）オムニバス作品
- 夢のメイド御殿（4月1日、MOODYZ）
- オフィスレディ 股間責め（4月4日、フリーダム）
- オフィスレディ 脚責め（4月4日、フリーダム）
- オフィスレディ 顔騎放尿（4月4日、フリーダム）
- 青山ED治療クリニック（4月6日、アキノリ）
- 放課後SCHOOL-GIRL（4月7日、プレミアム）
- D LIPs-HIGHSCHOOL 2（4月7日、アウダースジャパン）
- 生姦 美人教師中出し絶頂（4月7日、GLAY'z）
- KARMAファン感謝祭　ロリロリバスツアー（4月13日、カルマ）
- ツンデレたちに犯されたい…。（4月15日、ドグマ）
- 川崎軍二シリーズ忌中の客（4月24日、グラフィティジャパン）オムニバス作品
- 痴女区の区役所の痴女○○課（5月1日、V&Rプロダクツ）※AV OPEN 2006 チャレンジステージエントリー作品
- 女子高生痴女学園3（5月4日、タカラ映像）
- 第1回　お色気ムンムン（ハート）ソフト・オン・デマンド専属MC（司会者）発掘（5月18日、SODクリエイト）
- ジュリアナ・ダンス SCENE1（5月19日、スタイルアート）
- 日本婦人の悲劇（5月25日、FAプロ）
- ド痴女優が素人M男を××して絶頂させちゃいました!!自宅訪問編（5月26日、デジタルバンク）※KAEDEとのカップリング作品
- ハーレム学園プレミアムVOL.1（6月7日、プレミアム）
- 超ヌギ×2ダンス（6月19日、スタイルアート）
- 青山ED治療クリニック 2（6月22日、アキノリ）
- 痴女ホテル 貴方が1万人目のお客様です。（7月6日、アキノリ）
- クイコミDANCE Specials（7月15日、ジャネス）
- 下宿したら男は僕一人ぼっちだった･･･。（7月20日、アキノリ）
- エロスの地獄（8月1日、MOODYZ）
- SOD的性教育番組（8月17日、SODクリエイト）
- 集団痴女 お姉ギャル 完全版（8月18日、おかず。（ケイ・エム・プロデュース））
- みるきぃHi-スクール。 早乙女みなき（8月19日、みるきぃぷりん♪）
- ボディコン集団痴女!! 男を痴女る猛烈美女（8月19日、スタイルアート）
- まんじょこハメ盛り秘宝館 肉いじり（8月25日、マックス・エー）
- 巨乳ビキニ★DANCE（9月15日、ジャネス）
- 女子校生DANCE痴女（9月19日、スタイルアート）
- 「尻」ボディコン編（9月19日、スタイルアート）
- 官能小説DVD3時間マックス（9月22日、ビッグモーカル）
- 男殺油地獄 2 完全版（9月29日、おかず。（ケイ・エム・プロデュース））
- アダルトビデオ最前線!女性STAFFだけで制作する、女性専用AV現場で「初めてのAV男優」に完全密着（10月5日、SODクリエイト）
- MICRO BIKINI OILY DANCE（10月6日、映天）
- 激・1 JYOSIKOUSEI GEKIRETU DANCE BATTLE（10月13日、ビッグモーカル）
- 年上大好きファザコン号がイク!in新橋 頑張っているごぶさたお父さんにHな親孝行しちゃいました!（11月1日、V（ヴィ））
- ハーレム女学園（11月1日、MOODYZ）
- 極悪レズエステ（11月4日、アキノリ）
- Air Sex Dance PART.2（11月5日、ジャネス）
- 顔騎放尿（11月12日、フリーダム）
- アナルを犯される男達（11月12日、フリーダム）
- 脚責め（11月12日、フリーダム）
- 尻フェチ風俗店V.I.P.（11月16日、V&Rプロダクツ）
- ふたなり姉妹（11月17日、TMA）…
- DANCE★ENERGY（11月19日、スタイルアート）
- 巨乳ぷるぷるべチョヌルでレズダンス（12月9日、ラハイナ東海）
- 女子校生痴女バスツアー（12月19日、スタイルアート）

#### 2007年
- 働くお姉さんの断れない手コキ事情 早乙女みなき（1月1日、V（ヴィ））
- 夢のメイド御殿 至極のご奉仕乱交（1月1日、MOODYZ）
- ボディコンダンスREMIX（1月13日、ラハイナ東海）
- 野外露出ダンス COLLECTION 2（1月19日、スタイルアート）
- エロスの地獄 〜完結編・秘密の裁き〜（2月1日、MOODYZ）
- Vivid Porno 01（2月13日、MOODYZ）
- GAL DANCER 中出し20連発　AYA＆早乙女みなき（2月22日、アイエナジー）
- 新人看護婦の皆さ〜ん!産婦人科医の私たちと実技研修しませんか。（2月22日、LADY×LADY）
- オゲ!オゲ!ボディコンダンス（3月3日、ラハイナ東海）
- 「うぶヤン！」美紅の全酷制覇宣言（3月8日、ナチュラルハイ）
- 競泳水着の女　日焼けバージョン（3月22日、アキノリ）
- 通勤美人の皆さ〜ん！私が「オンナ専門」女子高生痴漢師です。（3月22日、LADY×LADY）
- Between danced groins（3月25日、BRAVO）
- W痴女（3月25日、ジャネス）
- キレイなお姉さん方がSEXさながらに男たちと密着エロエロDANCE VOL.2（4月1日、プレステージ
- 女子寮レズ痴漢（4月1日、V（ヴィ））
- Hip Hop ダンスガール 極エロファックSpecial!!（4月15日、ジェイモデル）
- 巨乳DE治療クリニック（4月15日、イマージュ）
- 拘束未○年 1 早乙女なみき 18歳（4月19日、ジャネス）
- 競泳水着 2（4月19日、スタイルアート）
- 完全主観 僕を慕って上京してきた教え子達とホテルで密会デート（4月19日、アキノリ）
- 禁断のルームシェア（4月27日、アウダースジャパン）
- DOKIレズ10（4月27日、アウダースジャパン）
- クイコミDANCE Specials 2（5月5日、ジャネス）
- 贅沢なお尻（5月17日、SODクリエイト）
- 女子高生レズのワタシ達が下着アルバイト店員になってヤる（5月17日、DANDY）
- お嬢様大学生の皆さ〜ん!これが噂の潮まで吹かせる「女性専用」エステです。（5月17日、LADY×LADY）
- ウブエロ素人お嬢様のイキまくりレズナンパ（5月20日、ピーターズ）
- 女子校生の上履き（5月22日、ジャパン）
- 生唾液ベロフェラ艶唇レズビアン（5月30日、アルファーインターナショナル）
- お嬢様とメイドの禁断な関係（6月1日、アウダースジャパン）
- DOKIレズ11（6月1日、アウダースジャパン）
- これが噂の痙攣薬漬け レズバージョン Disk.6（6月7日、ナチュラルハイ）
- オゲレツ!クイコミ!!淫語ダンスDX（6月19日、スタイルアート）
- カラーパンプスに蹴られたり、踏まれたり…（6月22日、ジャパン）
- 夏のムレムレブーツ（6月22日、ジャパン）
- 生唾液ベロフェラ艶唇レズビアン 2（6月29日、アルファーインターナショナル）
- 受験生合コン（7月5日、SODクリエイト）
- 淫乱OL中出し乱交（7月5日、タカラ映像）
- バコバス2006&2007特別編（7月13日、MOODYZ）
- 土手マン擦り付け 22人の角オナ VOL.1（7月13日、BRAVO）
- ヌーディストGALビーチ 2（7月15日、トップワン）
- 実践！潮吹きポルチオ性感講座（7月15日、アレックス）
- 超オゲ!オゲ!極エロダンサー 5（8月4日、未来・フューチャー）
- レズビアン痴女倶楽部（8月10日、映天）
- やりすぎBBQ大会（8月15日、トップワン）
- 性的浴場 貸切ソープランド（8月16日、アキノリ）
- エロ過ぎ腰フリ ハイパー騎乗位 中出しDANCE（8月20日、ピーターズ）
- フリーダム☆オーディション　金蹴り編（8月21日、フリーダム）
- フリーダム☆オーディション　脚責め編（8月21日、フリーダム）
- フリーダム☆オーディション　手コキ・キス編（8月21日、フリーダム）
- オゲエロ女の挑発ダンス 2（8月25日、未来・フューチャー）
- わるのり逆ナンエロワゴン（9月15日、アレックス）
- 地方若妻ブルセラ面接（10月15日、アレックス）
- 強姦 誘拐－輪された社長婦人〔ママ〕 肉欲の戦地・犯された日本婦人傑作集（10月25日、FA映像）
- 極エロ！パフォーマンスダンス part.1（10月19日、映天）
- 特選 早乙女みなき（10月26日、YSO）
- kira☆kira SPECIAL DANCINGGALS★集団乱交（11月25日、kira☆kira）

#### 2008年
- 女子校生×脚コキ（3月7日、映天）
- 準婦女暴行罪 眠らせてレイプ（3月25日、FA映像）
- ヘンリー塚本ワールド 女子学生と中年男 接吻性行為（8月25日、FA映像）
- kira☆kira フェラチオ学園祭（11月19日、kira☆kira）

他

### アダルトビデオ （STAR LIPS 名義）
- AVダンスユニット誕生 STAR LIPS（2007年7月15日、スターパラダイス）

※その他のSTAR LIPS 名義の出演作については我那覇レイを参照。

### 監督作品
- レズ面接2（2005年11月4日、ヒビノ）

### その他
- 突撃ナンパ 街角パンチラ特報（2004年2月20日、イマージュ）※素人として出演。本編の最後5分程でナンパされブラチラ・パンチラをする。
- 純愛性体験 （?年?月?日[要追加記述]、オレンジラブ）※素人として出演。
- STREET ANGELS #10 （年?月?日[要追加記述]、STREET ANGELS）※素人として「MIZUKI」の名前で出演。